# Primeiro Ato de Sucessão
O Primeiro Ato de Sucessão (em inglês: First Succession Act) foi aprovado pelo Parlamento da Inglaterra durante o reinado de Henrique VIII, em Março de 1534, que teve como principal objetivo retirar a Princesa Maria (futura Maria I) do primeiro lugar na sucessão ao trono, deixando a Princesa Isabel (futura Isabel I), como herdeira presuntiva. 
A lei foi formalmente intitulado de Ato de Sucessão à Coroa de 1533 (25 Henry VIII. C. 22; em inglês: Succession to the Crown Act 1533), ou Ato de Sucessão de 1533 (em inglês: Act of Succession 1533), sendo muitas vezes datada como sendo de 1534, uma vez que foi aprovada nesse ano civil. No entanto, o calendário em uso legal nessa altura datava do início do ano como 25 de março e, por isso, considerou-se a lei como sendo de 1533. 
A lei fez da Princesa Isabel, filha de Ana Bolena, a verdadeira sucessora da Coroa, e declarando a Princesa Maria, filha de Catarina de Aragão, como filha bastarda. A lei também explicita todas as medidas exigidas para a prestação de um juramento a reconhecer esta lei, bem como a supremacia do Rei. Qualquer um que se recusasse a prestar o juramento era declarado traidor. Isto foi o que aconteceu com Sir Thomas More, que se recusou a prestar o juramento porque ele reconhecia os poderes do Parlamento como anti-papais em matéria de religião. 
A lei foi posteriormente alterada pelo Segundo Ato de Sucessão, que fez com que a Princesa Isabel fosse considerada ilegítima, e pelo Terceiro Ato de Sucessão, em que ambas as irmãs regressaram à linha de sucessão. 
A legislação atualmente em vigor é o Ato de Estabelecimento de 1701.